# Fast Auroral Snapshot Explorer
Il Fast Auroral Snapshot Explorer (FAST), a volte citato anche come Explorer 70 o SMEX-2, è un satellite NASA per lo studio della fisica dei plasmi ed è stato il secondo veicolo spaziale del Programma Small Explorer (facente parte del più vasto Programma Explorer) ad essere messo in orbita. Il satellite fu infatti lanciato il 21 agosto 1996 dalla base aerea Vandenberg, vicino a Lompoc, in California, grazie ad un razzo Pegasus XL. Il satellite è stato progettato e realizzato dal Goddard Space Flight Center della NASA. Il controllo delle operazioni di volo è stato gestito per tre anni dallo stesso centro Goddard e quindi trasferito al Laboratorio di scienze spaziali dell'Università della California a Berkeley.

## Struttura
Il FAST ha una forma quasi cilindrica, con un'altezza di 1,02 m e una larghezza di 0,93 m e, a pieno carico, arrivava a pesare 256,6 kg. Al fine di mantenere la propria orientazione il FAST utilizza la tecnica di stabilizzazione per rotazione, o "di spin", una tecnica di stabilizzazione passiva nella quale l'intero satellite ruota su stesso, nel caso del FAST compiendo 12 giri al minuto, in modo che il suo vettore di momento angolare rimanga pressoché fissato nello spazio inerziale, mantenendo il proprio asse di spin perpendicolare al piano orbitale.

## Missione
Il FAST è stato progettato per osservare e studiare la fisica dei plasmi dei fenomeni aurorali che si verificano ai poli del pianeta Terra. Mentre uno degli strumenti di bordo dedicati allo studio del campo elettrico, l'Electric Field Experiment, ha avuto un malfunzionamento nel 2002, tutti gli altri strumenti hanno continuato ad operare normalmente fino all'ufficiale cessazione delle attività, avvenuta il 1º maggio 2009. Nonostante la fine delle attività, dopo quella data furono comunque effettuati diversi test ingegneristici.

## Strumentazione
- Electrostatic Analyzers (ESA): misurava la distribuzione elettronica e ionica;[5]
- Time-of-flight Energy Angle Mass Spectrograph (TEAMS): misurava la distribuzione tridimensionale degli ioni a maggior concentrazione (ossia più grande di 1 ppm);[5]
- Tri-Axial Fluxgate and Search-coil Magnetometers: raccoglieva dati sul campo magnetico;[5]
- Electric Field and Langmuir Probe Experiment: raccoglieva dati sul campo elettrico e sulla densità e temperatura del plasma.[5]